# 小金井一家
小金井一家（こがねいいっか）は、神奈川県横浜市に本拠を置く博徒系暴力団で、指定暴力団・稲川会の2次団体。

## 歴史
浅草の新門辰五郎と兄弟分でもあった幕末の侠客、小金井小次郎(1818～1881)を初代とする。
小次郎が没した翌年、三代目柳亭種彦こと高畠藍泉の実録物『落花清風　慶応水滸伝』(1882、愛善社)で辰五郎とともに取り上げられた。高畠は一時、小次郎の食客であったとされる。

## 系譜
- 初　代 - 小金井 小次郎
- 二代目 - 市村 和十郎（小金井一家府中初代）
- 三代目 - 西村 林右衛門（小金井一家神奈川初代）
- 四代目 - 金子萬吉（小金井一家神奈川二代目）
- 五代目 - 渡辺国人（小金井一家神奈川三代目）
- 六代目 - 石井 初太郎（小金井一家川崎三代目）
- 七代目 - 納谷富蔵（小金井一家四軒寺六代目）
- 八代目 - 堀尾昌史（小金井一家新宿五代目）
- 九代目 - 岡澤 和佳志（小金井一家四軒寺八代目）
- 九代目 - 篠田 徳太郎（稲川会・京浜小金井一家総長）
- 十代目 - 鈴木隆一（稲川会・京浜小金井一家総長）
- 十一代目 - 瀬戸正昭（稲川会・二代目小金井一家総長）
- 十二代目 - 池田龍治（稲川会・総本部本部長）